# Dondup Tseten Dorje
Dondup Tseten Dorje (tibétain : ཌོན་གྲུབ་ཙའེ་བརྟན་རྡོ་རྗེ, Wylie : Don grub ts'e brtan rdo rje), 1510- 1599, est un roi de la dynastie Rinpungpa. 
Il a notamment comme grand frère Padma Karpo et comme petit frère Ngawang Jigme Drakpa.

## Biographie
Soutenant l'école kagyu du bouddhisme tibétain, il fit construire le monastère de Sungrab Ling, supervisé par Mikyö Dorje, le 8e Karmapa, dont il fut un disciple.